# Mike Logan
 (septembre 2023).
Le contenu est difficilement compréhensible vu les erreurs de traduction, qui sont peut-être dues à l'utilisation d'un logiciel de traduction automatique.
Mike Logan (né à Prescot le 15 janvier 1947), anagraphe de Michael Logan, est un chanteur, claviériste, pianiste, arrangeur musical, compositeur et parolier britannique. Il a parfois utilisé son vrai nom et d'autres noms d'artistes, tels que Mick « George » Logan et Mike « Saint » Logan.

## Biographie
Michael Logan, né dans une petite ville à 15 kilomètres de Liverpool, fils d’un photographe, a étudié le piano pendant huit ans et à l'âge de 17 il è entré dans le groupe musical Denny Seyton & The Sabres - mis ensemble par le guitariste Douglas Meakin - qui a ensuite changé son nom en The Motowns. Logan était le plus jeune et le seul qui avait étudié musique classique. Le groupe, qui a joué dans les clubs de Liverpool Cavern Club, Peppermint Lounge, Iron Door, The Blue Angel, partit en 1966 en tournée à Hambourg et à Belfast, avant d'arriver en Italie, appelé par le Piper Club. The Motowns - qui comprenaient Meakin, Dave Sumner, Lally Stott, Michael Brill et Logan - sont devenus célèbres en Italie pour la chanson Prendi la chitarra e vai,. Pendant l'inondations de Florence de 1966 le groupe perdit son bus dans la boue, avec tous les instruments de musique et l'installation d'amplification. Grâce à un appel à la télévision par Mike Bongiorno, ils ont obtenu suffisamment d'argent pour acheter un nouveau bus et des nouveaux instruments.

### Cinéma et musique avecThe Motowns
The Motowns sont apparus comme acteurs et musiciens et parfois avec leur musique insérée dans la bande sonore de plusieurs films: L'immensità (La ragazza del Paip's), du 1967, avec Don Backy et Patty Pravo et dirigé par Oscar De Fina a vu la participation de ce groupe, qui a également a participé au musicarello Soldati e capelloni (it) (1967), réalisé par Ettore Maria Fizzarotti, film tourné presque entièrement au Piper Club. Le groupe The Motowns a fait aussi une brève apparition dans Toby Dammit, troisième épisode du film collectif Histoires extraordinaires, de Federico Fellini. Au film La più bella coppia del mondo de Camillo Mastrocinque, (1967) ont participé les groupes musicaux The Motowns, I Camaleonti et Dik Dik. Dans sa deuxième formation, mais toujours avec Logan, The Motowns ont participé au thriller Quatre Mouches de velours gris de Dario Argento (1971), avec musique d'Ennio Morricone.
Le groupe a sorti en 1967 un album en 33 tours, entièrement en langue italienne et remporta le Cantagiro 1969 (it), dans la sexion C, dédié aux ensembles musicaux. Mike Logan se maria avec une mannequin italienne et est le père de l'actrice Veronika Logan (it).

### Logan reste en Italie
Après la fin du groupe, en 1972, Mike Logan est resté en Italie et a travaillé avec nombreux autres artistes - en qualité d'auteur, arrangeur, parolier, chanteur et musicien d'étude - parmi lesquels  Marco Guerzoni (pour In Mexico, composé et produit par Pino Presti, avec texte de Mike Logan), Mango (La mia ragazza è un gran caldo), les albums de Mina Attila et Salomé (album) (it), La luna d'Angelo Branduardi, l'album Iva Zanicchi (1981), le premier album de Giuni Russo Love Is à Woman (1975).
À Un disco per l'estate du 1972, Mike Logan a participé à la chanson Tempo d'inverno, avec le groupe Les Camaleonti; il a joué du piano à queue dans l'orchestre du Festival de Sanremo 1980 (it), dans la chanson gagnante Solo noi (chanson) (it), chantée par Toto Cutugno. Il a également joué le piano dans l'enregistrement de la chanson Un amore così grande, musique de Guido Maria Ferilli, arrangement de Detto Mariano, voix de Mario Del Monaco (1976).
Avec le duo Tukano il a joué pour l'album Cantando l'amore et avec le chanteur Mauro Pelosi pour l'album La stagione per morire. Il a écrit le texte en anglais pour les chansons du duo Meccano: Activate My Heart (1986), Walk in a stranger Dream (1986), Endless refrain (1985), Down Down Romeo; a participé à la réalisation de l'album Extrameccano. Une nouvelle édition de Teneramente, sur musique et arrangement de Mike Logan, chanson que Al Bano chanta dans un musicarello, est comprise dans l'album Di rose e di spine du même chanteur, sorti en 2017.
En 1988, pour le spot Cornetto Algida il a réalisé l'arrangement et a mis en musique et dirigé les arcs du spot Un cuore di panna e noi, motif qui encore passe à la télévision italienne. Il a réalisé des musiques pour spots télévisés Morositas et Libana déodorant (1988).

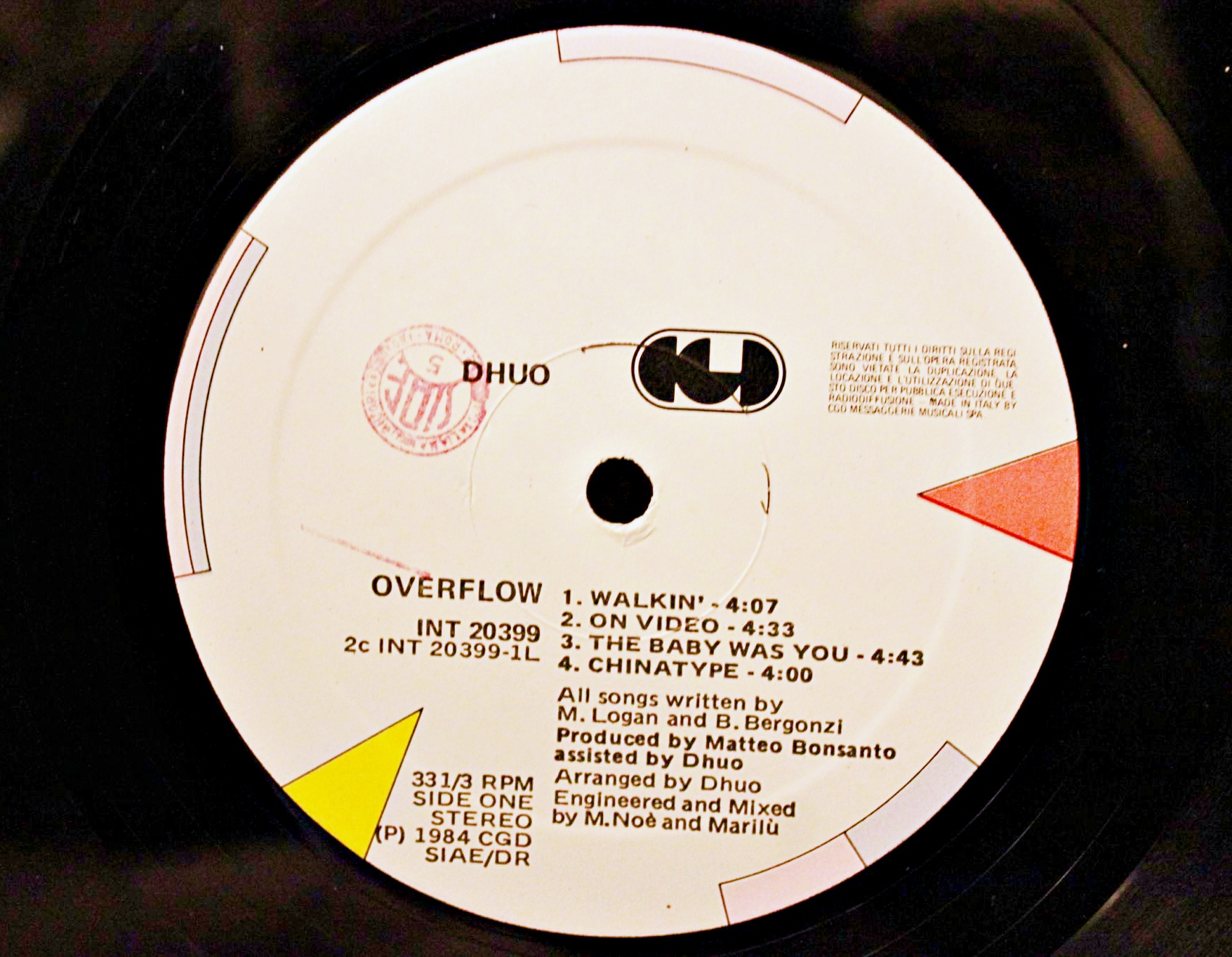
Album Overflow Dhuo

### Dhuo
En 1984, il a formé, avec Bruno Bergonzi, un projet musical international appelé Dhuo. Il a chanté au Festival di Sanremo 1984 (it), dans la catégorie « Nuove proposte » et comme Dhuo, la chanson Walkin' qui est parvenue en finale et devenue le côté A du 45 tours Walkin'/Chinatype (CGD),. Il a ensuite publié, comme Dhuo, l'album Overflow, sorti sous l'étiquette Compagnia Generale del Disco en Italie et en Allemagne, Disques Barclay en France, Sire Records aux États-Unis et King Records au Japon. En 1984, comme Dhuo, il a collaboré à la conception et à la réalisation du premier CV disc (Computer Vision Disc) Rome by Night/On Video.

## Discographie

### AvecThe Motowns

#### Albums studio
- 1967 : Sì, proprio i Motowns (RCA Italiana, serie Special S-14)
- 1971 : I Motowns (Cinevox MDF 33148)

#### 45 Tours
- 1966 : Prendi la chitarra e vai/Per quanto io ci provi (RCA Italiana)
- 1967 : Prendi la chitarra e vai/Una come lei (RCA Italiana)
- 1967 : Sagamafina/Mr. Jones (RCA Italiana)
- 1968 : Dentro la fontana/In un villaggio (Durium)
- 1968 : Fuoco/In the Morning (Durium)
- 1969 : Dai vieni giù/ (lato B: autre artiste - ed. juke box (Durium)
- 1969 : Sogno, Sogno, Sogno/Hello To Mary (Durium)
- 1970 : Na Na Hey Hey Kiss Him Goodbye/In the Morning (Durium)
- 1970 : Lassù/Sai forse ti amerò (Carosello)
- 1970 : Una moglie/Un corpo per l'amore (dans la musique de scène du film Mia moglie, un corpo per l'amore (it) de Mario Imperoli, 1972, (Cinevox)
- 1971 : Back to my baby/Wings of a bird (Cinevox MDF 026)
- 1971 : I want to die/Back to my baby (Cinevox MDF 028)
- 1972 : Fire (Durium)

### AvecDhuo

#### Album studio
- 1984 : Overflow (CGD, Barclay, Sire Records, King Records) parolier, chanteur, claviériste, arrangeur musical

#### 45 Tours
- 1984 : Walkin'/Chinatype (CGD - INT 10507 (serie Internazionale) parolier, chanteur, arrangeur musical
- 1984 : Rome By Night/On Video parolier, chanteur, arrangeur musical

### Soliste, parolier, arrangeur musical

#### Albums studio
- 1972 : avec Mauro Pelosi La stagione per morire
- 1973 : avec Camaleonti I magnifici Camaleonti, CBS, compositeur pour Tempo d'inverno
- 1973 : avec Nada Ho scoperto che esisto anch'io (RCA Italiana)
- 1975 : avec Angelo Branduardi La luna (RCA Italiana)
- 1975 : avec Adriano Celentano Il meglio di Adriano Celentano : Storia d'amore, Yuppi Du, Soli et L'albero di trenta piani (Clan Celentano)
- 1975 : avec Giuni Russo Love Is a Woman BASF, parolier, claviériste, arrangeur musical
- 1976 : avec Mango La mia ragazza è un gran caldo (RCA Italiana)
- 1979 : avec Mina Attila, arrangeur musical pour Fiore amaro
- 1981 : avec Mina Salomè (EMI italiana), claviériste
- 1981 : avec Iva Zanicchi Iva Zanicchi (RCA Italiana)
- 1987 : avec Meccano Extrameccano (Keepon Musik)
- 1987 : avec Tucano Cantando l'amore (Duck Record)

#### 45 Tours
- 1975 : avec Claudia Mori Buonasera dottore (Clan Celentano), pianiste et arrangeur musical
- 1979 : avec  Victor Bach Salsa jeans, parolier
- 1979 : avec Sergio Parisini Lazy Ways (Polydor 2060 194)[note 6]
- 1983 : avec Mario Lavezzi (Lama) Love on the rocks/Nineteen Ninety Three (Numero Uno) parolier
- 1985 : avec Marco Guerzoni In Mexico (Polygram), parolier